# Båkensundet
Båkensundet är ett sund i Finland. Det ligger i Lovisa i landskapet Nyland, i den södra delen av landet, 60 km öster om huvudstaden Helsingfors.
Båkensundet ligger mellan fastlandet i norr och Sondarö i söder. Den förbinder Norra Fjärden i väster med Kabbölefjärden i öster.